# Kfar Hess
Kfar Hess (hebrejsky כְּפַר הֶס, doslova „Hessova vesnice“, v oficiálním přepisu do angličtiny Kefar Hess) je vesnice typu mošav v Izraeli, v Centrálním distriktu, v Oblastní radě Lev ha-Šaron.

## Geografie
Leží v nadmořské výšce 76 metrů v hustě osídlené a zemědělsky intenzivně využívané pobřežní nížině, respektive Šaronské planině, nedaleko od kopcovitých oblastí podél Zelené linie oddělujících vlastní Izrael v mezinárodně uznávaných hranicích od okupovaného Západního břehu Jordánu.
Obec se nachází 10 kilometrů od břehu Středozemního moře, cca 24 kilometrů severovýchodně od centra Tel Avivu, cca 62 kilometrů jižně od centra Haify a 12 kilometrů jihovýchodně od města Netanja. Kfar Hess obývají Židé, přičemž osídlení v tomto regionu je etnicky převážně židovské. Západním směrem v pobřežní nížině je osídlení ryze židovské. Na severovýchod a jihovýchod od mošavu ovšem leží téměř souvislý pás měst a vesnic obývaných izraelskými Araby – takzvaný Trojúhelník. Nejblíže je to město Tira necelé 2 kilometry odtud.
Kfar Hess je na dopravní síť napojen pomocí lokální silnice číslo 5531 a dalších místních komunikací, které vedou do sousedního města Tel Mond, které k mošavu přiléhá na západní straně.

## Dějiny
Kfar Hess byl založen v roce 1933. Ke zřízení vesnice došlo 5. ledna 1933. Šlo o součást masivního osidlovacího programu Hitjašvut ha-Elef (התיישבות האלף), který měl za cíl urychlit zřizování menších zemědělských osad, jež by pomohly utvořit územně kompaktní bloky židovského osídlení v tehdejší mandátní Palestině. Název obce odkazuje na židovského filozofa Mosese Hesse. Zakladateli mošavu byli židovští přistěhovalci z Ruska, Polska a Rumunska, kteří do mandátní Palestiny dorazili v rámci třetí alije. Byli od roku 1924 sdruženi do osadnické skupiny Jizre'el (ארגון יזרעאל) – Irgun Jizre'el.
Koncem 40. let měl mošav rozlohu katastrálního území 1 892 dunamů (1,892 kilometru čtverečního).
V červenci 1953 pronikl do vesnice arabský útočník z nedalekého území Západního břehu Jordánu (tehdy pod správou Jordánska) a zabil ručním granátem jednu ženu a zranil jejího manžela. V únoru 1965 pak byl mošav napaden skupinou bojovníků hnutí Fatah.
Správní území obce dosahuje nyní 3800 dunamů (3,8 kilometru čtverečního). Místní ekonomika je založena na zemědělství (pěstování citrusů, květin nebo zeleniny a chov drůbeže).

## Demografie
Podle údajů z roku 2014 tvořili naprostou většinu obyvatel v Kfar Hess Židé – cca 1500 osob (včetně statistické kategorie "ostatní", která zahrnuje nearabské obyvatele židovského původu ale bez formální příslušnosti k židovskému náboženství, cca 1600 osob).
Jde o menší sídlo vesnického typu s dlouhodobě výrazně rostoucí populací. K 31. prosinci 2014 zde žilo 1556 lidí. Během roku 2014 populace stoupla o 0,2 %.
| Rok            | 1948 | 1961 | 1972 | 1983 | 1995 | 2001 | 2003 | 2004 | 2005 | 2006 | 2007 | 2008 | 2009 | 2010 | 2011 | 2012 | 2013 | 2014 |
| -------------- | ---- | ---- | ---- | ---- | ---- | ---- | ---- | ---- | ---- | ---- | ---- | ---- | ---- | ---- | ---- | ---- | ---- | ---- |
| Počet obyvatel | 349  | 399  | 434  | 502  | 612  | 892  | 984  | 1037 | 1059 | 1129 | 1163 | 1226 | 1498 | 1497 | 1492 | 1520 | 1553 | 1556 |